# Katowicki Szlak Moderny
Der Katowicki „Szlak Moderny” (deutsch Kattowitzer „Rundgang der Moderne“) ist ein ausgeschilderter Weg, der einen Teil der städtebaulichen Entwicklung der Großstadt Katowice (Kattowitz) in Polen aufzeigt. Der Rundgang zeigt anhand von 17 ausgewählten Bauwerken im Stil der Moderne die baugeschichtliche Entwicklung der Jahre von 1924 bis 1939. Er ist im Stadtbezirk Śródmieście (Innenstadt) angelegt. Die Gebäude stehen unter nationalem oder lokalem Denkmalschutz und werden meist durch eine zweisprachige (Polnisch/Englisch) Metalltafel beschrieben. 
| Nummer | Bauwerk                      | Adresse Lage                  | Beschreibung | Erbaut    | Bild                                          |
| ------ | ---------------------------- | ----------------------------- | --- | --------- | --------------------------------------------- |
| 1      | Bank Gospodarstwa Krajowego  | Mickiewicza 3 (Lage)          | Wohn- und Geschäftshaus, entworfen von Stanisław Tabeński und Jan Noworyta                                                                                       | 1928–1930 | Gebäude der Bank Gospodarstwa Krajowego, 2021 |
| 2      | Garnisonkirche               | Skłodowskiej-Curie 20 (Lage)  | Garnisonkirche entworfen von Leon Dietz d’Arma und Jan Zarzycki                                                                                                  | 1930–1933 | Garnisonkirche, 2006                          |
| 3      | Drapacz Chmur                | Żwirki i Wigury 15/17 (Lage)  | Hochhaus, entworfen von Stefan Bryła und T. Kozłowski | 1929–1933 | Drapacz Chmur, 2008                           |
| 4      | Dom Żytomirskiego            | PCK 6 (Lage)                  | Mietshaus, entworfen von Karol Schayer, sechsgeschossiges Eckhaus                                                                                                | 1936–1937 | Dom Żytomirskiego, 2007                       |
| 5      | Dom Wędlikowskich            | PCK 10 (Lage)                 | Mietshaus, entworfen von Stanisław Gruszka, fünfgeschossiges Eckhaus                                                                                             | 1937–1939 | Dom Wędlikowskich, 2013                       |
| 6      | Villa Kilińskiego 32         | Kilińskiego 32 (Lage)         | Einfamilienhaus, entworfen von Jerzy Ebner und Teodor Merill | 1925–1927 |                                               |
| 7      | Villa Zygmunt Żurawski       | Kilińskiego 46 (Lage)         | Villa, entworfen von Tadeusz Michejda | 1929–1930 |                                               |
| 8      | Villa Tadeusz Michejda       | Poniatowskiego 19 (Lage)      | Villa des Architekten Tadeusz Michejda, dreigeschossiges Eckhaus mit expressionistischen Stilelementen, die dem polnischen Formismus (formizm) zugeordnet werden | 1926–1930 | Villa Tadeusz Michejda, 2013                  |
| 9      | Villa Edmund Każmierczak     | Bratków 4 (Lage)              | Villa, entworfen von Tadeusz Michejda, dreigeschossiges Wohnhaus in Stahlskelettbauweise                                                                         | 1930–1931 | Villa Edmund Każmierczak                      |
| 10     | Dom Felixów                  | Podchorążych 3 (Lage)         | Mietshaus, entworfen von Filip Brenner, sechsgeschossiges Eckhaus                                                                                                | 1936–1937 | Dom Felixów, 2021                             |
| 11     | Polskie Radio Katowice       | Ligonia 29 (Lage)             | Bürohaus für den regionalen Hörfunksender, entworfen von Tadeusz Łobos                                                                                           | 1936–1937 | Polskie Radio Katowice, 2018                  |
| 12     | Gmach Urzędów Niezespolonych | Plac Sejmu Śląskiego 1 (Lage) | Bürohaus, entworfen von Witold Kłębkowski, siebengeschossiges Verwaltungsgebäude                                                                                 | 1935–1937 | Gmach Urzędów Niezespolonych, 2024            |
| 13     | Schlesisches Parlament       | Jagiellońska 25 (Lage)        | Regierungsgebäude, entworfen von Stefan Żeleński, Piotr Jurkiewicz und Ludwik Wojtyczko                                                                          | 1924–1929 | Schlesisches Parlament                        |
| 14     | Mietshaus Dąbrowskiego 24    | Dąbrowskiego 24 (Lage)        | Mietshaus, entworfen von Karol Schayer, sechsgeschossiges Eckhaus                                                                                                | 1936      | Mietshaus Dąbrowskiego 24, 2024               |
| 15     | Dom profesorów ŚTZN          | Wojewódzka 23 (Lage)          | Hochhaus, entworfen von Eustachy Chmielewski, achtgeschossiges Eckgebäude                                                                                        | 1929–1931 | Dom profesorów ŚTZN                           |
| 16     | Dom Oświatowy                | Francuska 12 (Lage)           | Bibliotheksbau, entworfen von Stanisław Tabeński und Józef Rybicki, Eckhaus erbaut für die Schlesische Bibliothek                                                | 1928–1934 | Dom Oświatowy, 2007                           |
| 17     | Dom Squedera                 | Dworcowa 13 (Lage)            | Wohn- und Geschäftshaus, entworfen für Jan Squeder, fünfgeschossiges Eckhaus                                                                                     | 1937      | Dom Squedera, 2011                            |